# Liste der Baudenkmale in Vahlberg
In der Liste der Baudenkmale in Vahlberg sind die Baudenkmale der niedersächsischen Gemeinde Vahlberg und die Ortsteile Groß Vahlberg, Klein Vahlberg sowie Berklingen aufgelistet. Der Stand der Liste ist der 1. August 2022. Die Quelle der Baudenkmale ist der Denkmalatlas Niedersachsen.
In den Spalten befinden sich folgende Informationen:
- Lage: die Adresse des Baudenkmales und die geographischen Koordinaten. Kartenansicht, um Koordinaten zu setzen. In der Kartenansicht sind Baudenkmale ohne Koordinaten mit einem roten Marker dargestellt und können in der Karte gesetzt werden. Baudenkmale ohne Bild sind mit einem blauen Marker gekennzeichnet, Baudenkmale mit Bild mit einem grünen Marker.
- Bezeichnung: Bezeichnung des Baudenkmales
- Beschreibung: die Beschreibung des Baudenkmales. Unter § 3 Abs. 2 NDSchG werden Einzeldenkmale und unter § 3 Abs. 3 NDSchG Gruppen baulicher Anlagen und deren Bestandteile ausgewiesen.
- ID: die Objekt-ID des Baudenkmales
- Bild: ein Bild des Baudenkmales, ggf. zusätzlich mit einem Link zu weiteren Fotos des Baudenkmals im Medienarchiv Wikimedia Commons. Wenn man auf das Kamerasymbol klickt, können Fotos zu Baudenkmalen aus dieser Liste hochgeladen werden:

## Groß Vahlberg

### Gruppe: Hofanlage Am Mühlenberg 6
Die Gruppe „Hofanlage Am Mühlenberg 6“ ist die frühere Hofanlage des Müllers. Die Windmühle bestand bis zur Mitte des 19. Jahrhunderts. Die Gruppe hat die ID 52258077.

| Lage                                       | Bezeichnung | Beschreibung | ID       | Bild |
| ------------------------------------------ | ----------- | --- | -------- | ---- |
| Am Mühlenberg 6 52° 8′ 8″ N, 10° 41′ 54″ O | Wohnhaus    | Das zweigeschossige Fachwerkgebäude auf einem Sandsteinsockel unter einem Schopfwalmdach wurde Anfang des 19. Jahrhunderts erbaut und wurde später nach Westen verlängert. | 34107704 | BW   |
| Am Mühlenberg 6 52° 8′ 8″ N, 10° 41′ 54″ O | Pflaster    | Die Hofpflasterung besteht aus unregelmäßig angelegten Kalksteinen. | 34107729 | BW   |

### Gruppe: Gut Groß Vahlberg
Die Gruppe „Gut Groß Vahlberg“ besteht aus einem Gut, das im 15. Jahrhundert von der Familie von Weferling angelegt wurde und schließlich von Albrecht Egmond von Münchhausen erworben. Ende des 18. bis zur Mitte des 19. Jahrhunderts erhielt das Gut seine heutige Gestalt. Die Gruppe Gut Groß Vahlberg hat die ID 33968344.

| Lage                                         | Bezeichnung              | Beschreibung | ID       | Bild |
| -------------------------------------------- | ------------------------ | --- | -------- | ---- |
| Am Kirchberg 10 52° 8′ 8″ N, 10° 41′ 43″ O   | Herrenhaus               | Das Herrenhaus wurde 1799 als zweigeschossiges Fachwerkgebäude auf einem Natursteinsockel unter einem Halbwalmdach mit mehreren Walmgauben am Rand des Landschaftsparks errichtet. Mitte des 19. Jahrhunderts wurde das Gebäude erweitert.                                      | 34107205 |      |
| Am Kirchberg 10 52° 8′ 13″ N, 10° 41′ 45″ O  | Wohnhaus                 | Um 1700 wurde dieses Haus im Schlossareal von Salzdahlum errichtet und dann 1811 auf das Rittergut Groß Vahlberg transloziert. Das zweigeschossige Fachwerkgebäude auf einem Werksteinsockel und unter einem Schopfwalmdach fällt durch den Mittelrisaliten mit Zwerchhaus auf. | 34107303 | BW   |
| Mittelweg 10 52° 8′ 11″ N, 10° 41′ 49″ O     | Scheune                  | 1855 errichtetes massives Gebäude unter einem Schopfwalmdach mit der Traufseite zur Assestraße. | 34107470 | BW   |
| Am Kirchberg 10 52° 8′ 12″ N, 10° 41′ 46″ O  | Stall                    | 1837 errichteter zweigeschossiger Kuh- und Pferdestall in einem Fachwerkgebäude unter einem Halbwalmdach. | 34107253 | BW   |
| Am Kirchberg 10d 52° 8′ 12″ N, 10° 41′ 43″ O | Wohn-/Wirtschaftsgebäude | 1841 errichtetes langgezogener Bau mit Scheune, Remise und Wohnhaus. Das dreigeschossige Wohnhaus auf einem Natursteinsockel unter einem Satteldach geht über in eine eingeschossige Scheune mit Querdurchfahrt und weiter in eine Remise.                                      | 34107278 | BW   |
| Am Kirchberg 10 52° 8′ 13″ N, 10° 41′ 46″ O  | Wirtschaftsgebäude       | Um 1811 errichteter Fachwerkbau auf einem Natursteinsockel unter einem Halbwalmdach. | 34107328 | BW   |
| Mittelweg 10 52° 8′ 11″ N, 10° 41′ 47″ O     | Silo                     | 1938 errichtete vier Betonsilos. Die beiden nördlichen sind nahezu vollständig niedergelegt. Die südlichen sind mit einem Walmdach überdeckt. | 34107495 | BW   |
| Am Kirchberg 52° 8′ 5″ N, 10° 41′ 41″ O      | Park                     | Der Park des Rittergutes Groß Vahlberg ist ein ab 1798 angelegter Landschaftspark des Gutes mit altem Baumbestand und breitem Graben sowie Teichanlage. | 34107230 |      |

### Einzeldenkmale
| Lage                                          | Bezeichnung              | Beschreibung | ID       | Bild |
| --------------------------------------------- | ------------------------ | --- | -------- | ---- |
| Am Kirchberg 52° 8′ 13″ N, 10° 41′ 40″ O      | Kirche                   | Der Turm der Katharinenkirche datiert auf das 13. Jahrhundert, die Vorhalle kann auf 1491 datiert werden. 1737 wurde der Saal unter einem Satteldach umgebaut.                                                          | 34107133 | BW   |
| Am Kirchberg 5 52° 8′ 16″ N, 10° 41′ 46″ O    | Wohn-/Wirtschaftsgebäude | Um 1850 errichtetes zweigeschossiges Fachwerkgebäude auf einem Werksteinsockel und unter einem Satteldach. | 34107157 | BW   |
| Am Kirchberg 6 52° 8′ 16″ N, 10° 41′ 48″ O    | Wohnhaus                 | 1852 errichtetes zweigeschossiges Fachwerkgebäude auf einem Werksteinsockel unter einem Halbwalmdach, das giebelständig zur Straße steht.                                                                               | 34107181 | BW   |
| An der Schmiede 1 52° 8′ 19″ N, 10° 41′ 49″ O | Wohn-/Wirtschaftsgebäude | In der ersten Hälfte des 19. Jahrhunderts errichtetes zweigeschossiges Fachwerkgebäude auf einem Werksteinsockel mit einem Schopfwalmdach. Der Wirtschaftsteil zeigt sich mit einem Vorschauer unter einem Schleppdach. | 34107353 | BW   |
| An der Schmiede 7 52° 8′ 23″ N, 10° 41′ 51″ O | Wohnhaus                 | Vor 1850 errichtetes zweigeschossiges Fachwerkgebäude des Kotsassenhofs auf einem verputzten Natursteinsockel unter einem Schopfwalmdach.                                                                               | 34107400 | BW   |
| An der Schmiede 7 52° 8′ 22″ N, 10° 41′ 51″ O | Scheune                  | Die Fachwerkscheune aus der ersten Hälfte des 19. Jahrhunderts ist teilweise mit Hausteinmauerwerk ausgestattet und hat eine Längsdurchfahrt unter einem Schopfwalmdach.                                                | 34107377 | BW   |
| Assestraße 3 52° 8′ 15″ N, 10° 41′ 52″ O      | Gasthaus                 | Um 1850 errichtetes spätklassizistisches zweigeschossiges Fachwerkgebäude auf einem Natursteinsockel unter einem Halbwalmdach mit der Traufe und einem Zwerchhaus zur Assestraße.                                       | 34107424 | BW   |
| Assestraße 19/20 52° 8′ 22″ N, 10° 41′ 57″ O  | Wohn-/Wirtschaftsgebäude | Um 1800 errichtetes zweigeschossiges Fachwerkgebäude mit angefügter Scheune jeweils auf einem Sandsteinsockel und unter einem Satteldach.                                                                               | 34107447 | BW   |
| 52° 9′ 3″ N, 10° 41′ 24″ O                    | Kilometerstein           | Nahe der Altenau und der Bahnstrecke gelegener Kilometerstein. | 34088700 | BW   |

## Klein Vahlberg

### Gruppe: Hofanlage Brauhausstraße 1
Die Gruppe „Hofanlage Brauhausstraße 1“ ist ein vierseitiger Hof aus dem späten 19. Jahrhundert. Die Hofanlage hat die ID 33968326.

| Lage                                                     | Bezeichnung        | Beschreibung | ID       | Bild |
| -------------------------------------------------------- | ------------------ | --- | -------- | ---- |
| Brauhausstraße 1 52° 7′ 23″ N, 10° 43′ 12″ O             | Villa              | Laut der Inschrift am Eingang 1886 errichtete große Villa aus gelbem Ziegel auf einem roten Sandsteinsockel unter einem Walmdach.                                                                              | 34107542 | BW   |
| Brauhausstraße 1 52° 7′ 22″ N, 10° 43′ 10″ O             | Wirtschaftsgebäude | Um 1890 errichtetes zweigeschossiges Ziegelgebäude auf einem Werksteinsockel unter einem Satteldach mit der Traufe zur Straße. Heute wird das Gebäude für die Feuerwehr und als Dorfgemeinschaftshaus genutzt. | 34107566 | BW   |
| Brauhausstraße 1A, 1B und 1C 52° 7′ 22″ N, 10° 43′ 13″ O | Scheune            | Um 1890 errichtete zweigeschossige Fachwerkgebäude mit zwei Querdurchfahrten unter einem Satteldach | 34107590 | BW   |
| Brauhausstraße 1 52° 7′ 21″ N, 10° 43′ 12″ O             | Wirtschaftsgebäude | Das zweigeschossige Ziegelgebäude steht auf einem Werksteinsockel unter einem Satteldach. | 34107614 | BW   |
| Brauhausstraße 1 52° 7′ 22″ N, 10° 43′ 11″ O             | Pflaster           | Regelmäßige Kopfsteinpflasterung | 52575738 | BW   |
| Brauhausstraße 1 52° 7′ 21″ N, 10° 43′ 11″ O             | Einfriedung        | Einfriedung im Süden und Westen mit Eisengitter und Toreinfahrten flankiert mit Werksteinpfeilern und Radabweisern und Vasenaufsatz                                                                            | 52263241 | BW   |

### Einzeldenkmale
| Lage                                                  | Bezeichnung    | Beschreibung | ID       | Bild |
| ----------------------------------------------------- | -------------- | --- | -------- | ---- |
| Am Schacht 52° 7′ 21″ N, 10° 43′ 2″ O                 | Kirche         | Während der Westturm der Martin-Luther-Kirche auf Grund einer inschriftlichen Einkerbung im Sockelstein auf 1515 datiert werden kann, wurde das Kirchenschiff aus Bruchsteinmauerwerk laut Inschrift 1804 völlig erneuert. Die historische Innenausstattung wurde 1973 entfernt. | 34107518 | BW   |
| Dorfstraße 8 52° 7′ 26″ N, 10° 43′ 4″ O               | Speicher       | In der zweiten Hälfte des 18. Jahrhunderts errichtetes zweigeschossiges Fachwerkgebäude auf einem Bruchsteinsockel unter einem Satteldach mit hofseitiger Toreinfahrt. | 34107645 | BW   |
| Vorm Groß Vahlberger Wege 52° 7′ 27″ N, 10° 42′ 56″ O | Kriegerdenkmal | Obelisk aus Kalkstein mit Ornamentik für die Gefallenen des Ersten Weltkriegs mit ergänzten Namenstafeln für die Gefallenen des Zweiten Weltkriegs | 34107683 | BW   |

## Berklingen

### Gruppe: Kirchhof Berklingen
Die Gruppe „Kirchhof Berklingen“ besteht aus der St. Blasius-Kirche mit dem Kirchhof und dem Pfarrhaus. Die Gruppe hat die ID 33968292.

| Lage                                               | Bezeichnung | Beschreibung | ID       | Bild |
| -------------------------------------------------- | ----------- | --- | -------- | ---- |
| Klein Vahlberger Straße 52° 7′ 20″ N, 10° 44′ 0″ O | Kirche      | Der Westturm wird in das frühe 13. Jahrhundert eingeordnet. Das Kirchenschiff aus Bruchsteinmauerwerk unter einem Satteldach wurde unter Herzog Karl I. 1749 bis 1750 neu errichtet. Der alte spätgotische Flügelaltar ist noch erhalten. | 34106864 |      |
| Semmenstedter Straße 2 52° 7′ 20″ N, 10° 44′ 1″ O  | Pfarrhaus   | Wohl um 1830 errichtetes zweigeschossiges Fachwerkgebäude auf einem verputzten Sandsteinsockel unter einem Walmdach mit Risalit auf der Nordseite.                                                                                        |          | BW   |
| Klein Vahlberger Straße 52° 7′ 18″ N, 10° 44′ 0″ O | Kirchhof    | Das teilweise eingefriedete Gelände birgt zahlreiche Gräber und einen alten Baumbestand. | 51979516 | BW   |

### Einzeldenkmale
| Lage                                               | Bezeichnung | Beschreibung | ID       | Bild |
| -------------------------------------------------- | ----------- | --- | -------- | ---- |
| Am Gänsemarkt 1 52° 7′ 21″ N, 10° 44′ 7″ O         | Wohnhaus    | Das um 1800 errichtete zweigeschossige Fachwerkgebäude auf einem Bruchsteinsockel unter einem Satteldach gehörte einst zu einem Vierseithof.                                                     | 34106791 | BW   |
| Im Winkel 1 52° 7′ 15″ N, 10° 44′ 2″ O             | Wohnhaus    | Anfang des 19. Jahrhunderts errichtetes zweigeschossiges klassizistisches Fachwerkgebäude auf einem Quadersockel unter einem Schopfwalmdach.                                                     | 34106815 | BW   |
| Im Winkel 2 52° 7′ 15″ N, 10° 44′ 1″ O             | Wohnhaus    | Das um 1700 errichtete zweigeschossige Fachwerkgebäude unter einem Satteldach steht mit seinem Giebel zur Straße und gehörte einst zu einem Halbspännerhof.                                      | 34106839 | BW   |
| Neue Straße 8 52° 7′ 26″ N, 10° 44′ 5″ O           | Wohnhaus    | Um 1900 wurde das zweigeschossige Fachwerkgebäude unter einem Satteldach mit Mittelrisalit errichtet. Es steht traufständig zum Hof und zeigt Giebel mit Schieferbehang.                         | 34106894 | BW   |
| Semmenstedter Straße 1 52° 7′ 20″ N, 10° 44′ 3″ O  | Wohnhaus    | Das um 1795 errichtete lange zweigeschossige Fachwerkgebäude unter einem steht giebelständig zur Straße. Der Wintergarten wurde 1900 angebaut.                                                   | 34106917 | BW   |
| Semmenstedter Straße 7 52° 7′ 16″ N, 10° 44′ 5″ O  | Wohnhaus    | Das um das Jahr 1800 errichtete zweigeschossige klassizistische Fachwerkgebäude auf einem Bruchsteinsockel und unter einem Satteldach steht giebelständig zur Straße.                            | 34106991 | BW   |
| Semmenstedter Straße 7 52° 7′ 15″ N, 10° 44′ 5″ O  | Stall       | Zweigeschossiges Fachwerkgebäude. Mit Genehmigung abgebrochen. | 34106967 | BW   |
| Semmenstedter Straße 9 52° 7′ 15″ N, 10° 44′ 5″ O  | Wohnhaus    | zweigeschossiges Fachwerkgebäude aus der zweiten Hälfte des 17. Jahrhunderts. Anfang der 1990er Jahre abgebrochen.                                                                               | 34107015 | BW   |
| Semmenstedter Straße 11 52° 7′ 15″ N, 10° 44′ 6″ O | Wohnhaus    | Vor 1800 errichtetes zweigeschossiges Fachwerkgebäude auf einem verputzten Bruchsteinsockel unter einem Satteldach                                                                               | 34107038 | BW   |
| Semmenstedter Straße 11 52° 7′ 15″ N, 10° 44′ 4″ O | Tor         | Das Hoftor besteht aus zwei Pfeilern im Betonguss mit Ziegelkern auf einem rechteckigen Grundriss und einem toskanischen Kapitell mit Kugelaufsatz.                                              | 34107063 | BW   |
| Semmenstedter Straße 13 52° 7′ 14″ N, 10° 44′ 4″ O | Hoftor      | Das nach der Inschrift 1840 errichtete Hoftor besteht aus zwei Pfeilern mit Radabweisern und einer Seitenpforte. Die quadratischen Pfeiler haben eine auskragende Deckplatte mit Vasenbekrönung. | 34107086 | BW   |
| Semmenstedter Straße 16 52° 7′ 13″ N, 10° 44′ 2″ O | Wohnhaus    | Das in der zweiten Hälfte des 18. Jahrhunderts errichtete zweigeschossige Fachwerkgebäude ruht auf einem Bruchsteinsockel unter einem Satteldach und steht mit dem Giebel zur Straße.            | 34107109 | BW   |